# Kochkarite
La kochkarite è un minerale.